# Drążek sterowy

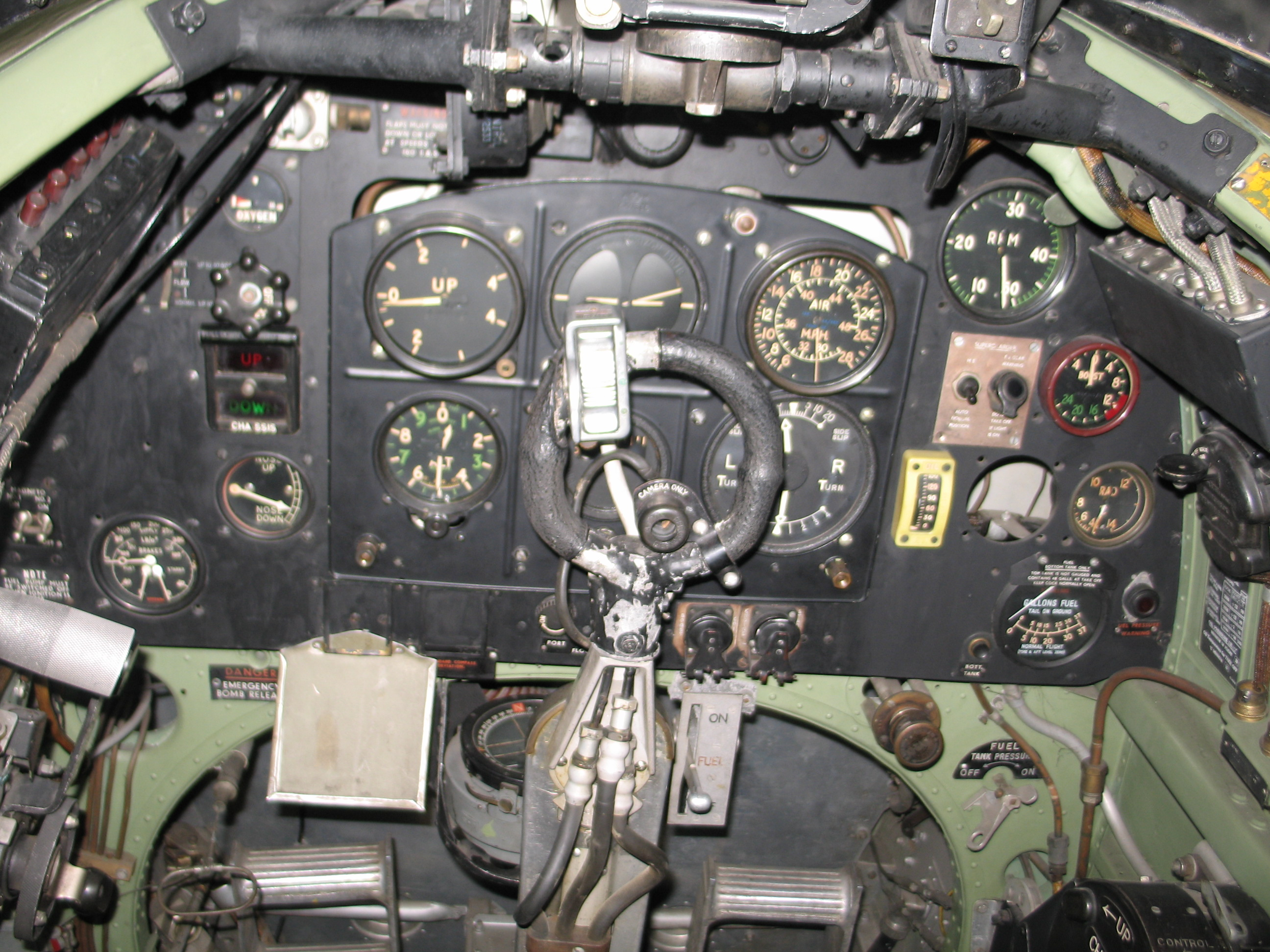
Drążek sterowy typu brytyjskiego w Supermarine Spitfire.

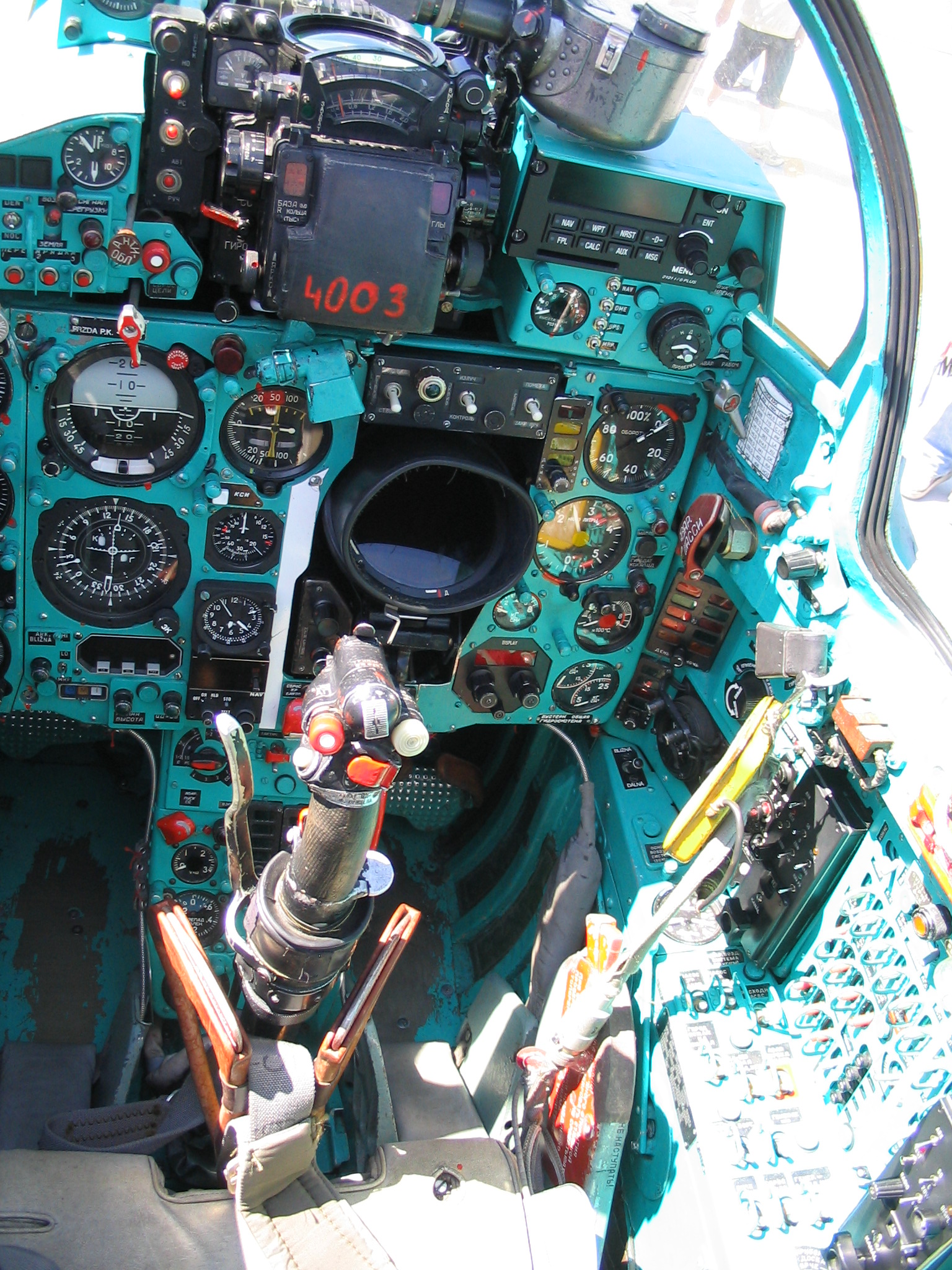
Drążek sterowy MiGa-21.

Drążek sterowy — element sterowniczy zainstalowany w kabinie statku powietrznego, służący do sterowania poprzecznego i podłużnego płatowca. Dolny koniec drążka jest zamocowany przegubowo i połączony cięgnami z powierzchniami sterowymi. Wychylenie drążka do przodu, inaczej od siebie lub do tyłu, czyli na siebie powoduje odpowiedni ruch sterów wysokości zależny od konfiguracji samolotu. W konfiguracji klasycznej ściągnięcie drążka na siebie powoduje uniesienie sterów wysokości, a w konfiguracji kaczki opuszczenie ich, w konsekwencji powodując uniesienie dziobu i przejście maszyny do lotu pionowego maszyny. Odepchnięcie drążka od siebie powoduje reakcję odwrotną.

Ruch drążka na boki uruchamia lotki lub klapolotki i prowadzi do przechylenia maszyny na boki w kierunku zgodnym z ruchem drążka.
W samolotach w konfiguracji bez poziomego usterzenia ogonowego takich jak Dassault Mirage 2000, te same powierzchnie sterowe muszą zapewnić manewrowanie samolotem zarówno w osi poprzecznej jak i podłużnej, co znacznie komplikuje układ sterowania tego typu maszynami. Podobnie jest w przypadku sterowania samolotami i szybowcami z usterzeniem motylkowym takich jak Fouga Magister z tym, że w tym przypadku ukośne stery wysokości pełnią również rolę steru kierunku.
Na górnym końcu drążka znajduje się uchwyt, na którym zainstalowane są dodatkowe urządzenia takie jak dźwignie do uruchamiania hamulców, uzbrojenia pokładowego, sterowania radiostacją pokładową itp. Samoloty sportowe i szybowce zazwyczaj nie posiadają dodatkowych urządzeń na drążku sterowym.
Używane podczas II wojny światowej brytyjskie myśliwce posiadały drążek sterowy zakończony charakterystyczną obręczą umożliwiającą sterowanie jedną lub dwiema rękami. W samolotach myśliwskich innych państw stosowano drążek sterowy zakończony pojedynczym prostym uchwytem podobnie jak w używanych obecnie maszynach. W najnowocześniejszych samolotach wojskowych wykorzystujących technologię fly by wire, gdzie impulsy sterujące są przekazywane do powierzchni sterowych za pomocą sygnałów elektrycznych z komputera pokładowego, stosuje się drążki sterowe w postaci joysticka zainstalowane na prawym bocznym panelu sterowniczym w kabinie. Takie umiejscowienie drążka pozwala na skuteczniejsze sterowanie maszyną także podczas manewrów wykonywanych z dużymi przeciążeniami, gdyż ruch samej dłoni w takich warunkach jest łatwiejszy i precyzyjniejszy niż całego ramienia. Dodatkowo zlokalizowanie większości przełączników na joysticku i zainstalowanej na przeciwległym lewym panelu dźwigni sterowania silnikiem zgodnie z technologią HOTAS, prawie całkowicie eliminuje konieczność odrywania rąk od obu elementów sterowniczych ułatwiając pracę pilota, zwłaszcza w ekstremalnych warunkach walki powietrznej.
W dużych samolotach cywilnych i wojskowych, także tych sterowanych przy pomocy technologii fly by wire nie stosuje się drążków sterowych, ale sterownice w postaci wolantu.